# Єлікті
Єлікті́ (каз. Елікті) — село у складі Зерендинського району Акмолинської області Казахстану. Входить до складу Садового сільського округу.
Населення — 537 осіб (2021; 523 у 2009, 727 у 1999, 924 у 1989).
Національний склад станом на 1989 рік:
- німці — 40 %;
- росіяни — 33 %.

До 2018 року село називалось Березняковка.